# 訃報 2013年11月
訃報 2013年11月（ふほう 2013ねん11がつ）では、2013年11月に物故した、又は物故が報じられた人物についてまとめる。

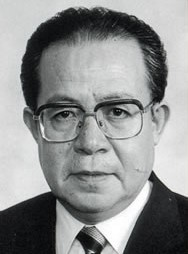
中島衛／11月5日没

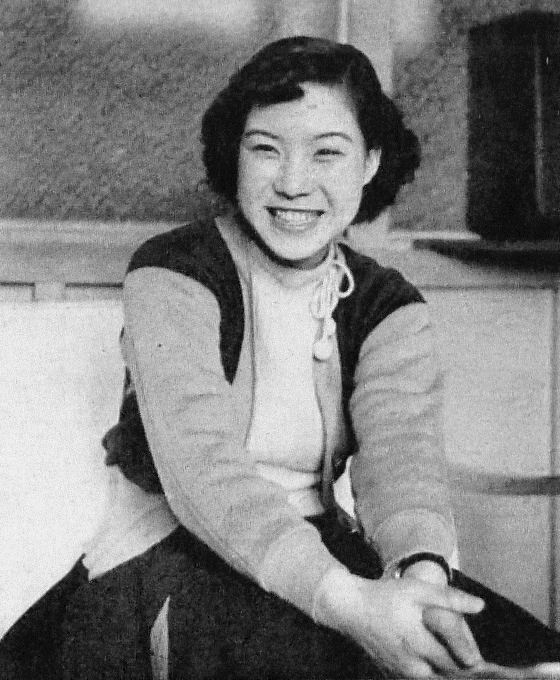
島倉千代子／11月8日没

相生千恵子／11月13日没

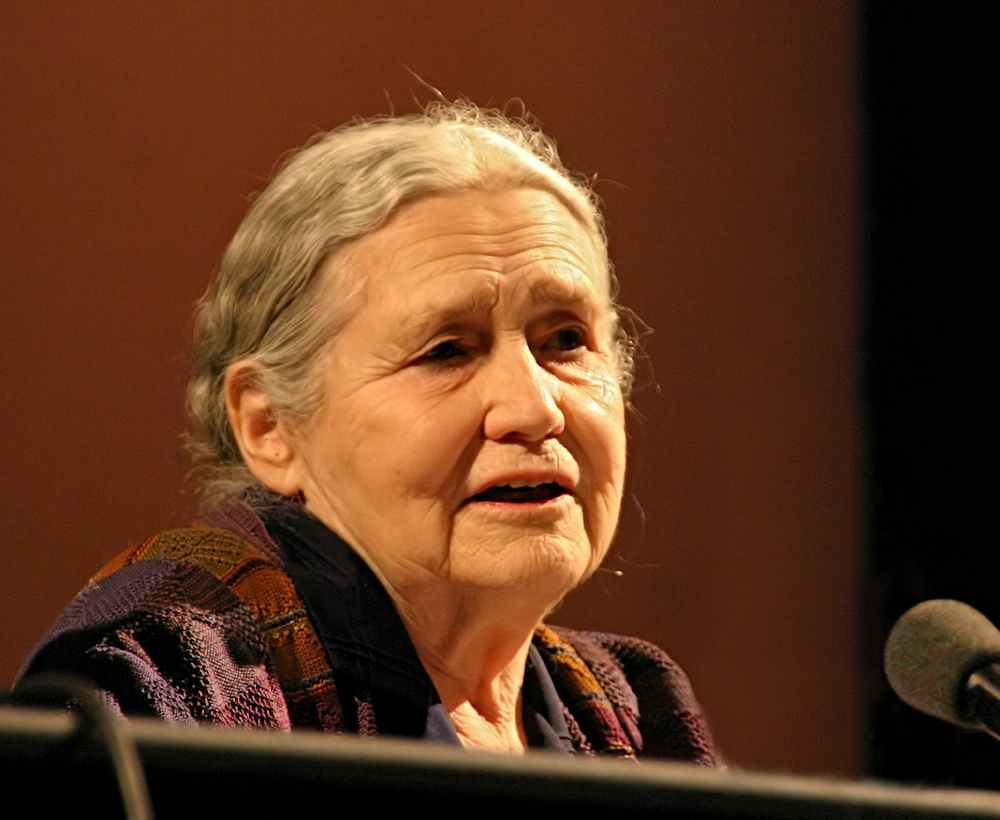
ドリス・レッシング／11月17日没

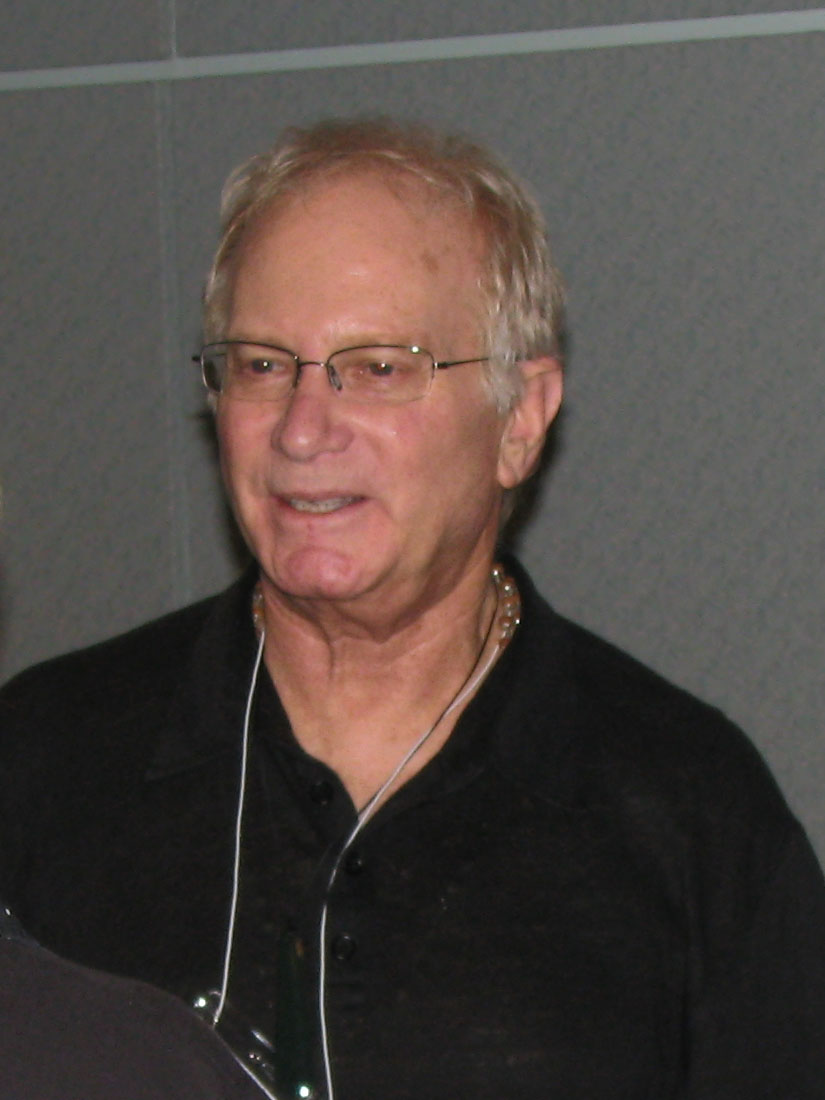
シド・フィールド／11月17日没

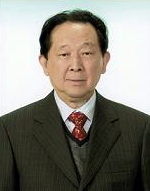
堤清二／11月25日没

## 1日 - 15日
- 11月1日 - 前田庸、日本の商法学者、学習院大学名誉教授（* 1920年）[1]
- 11月1日 - 阿部龍蔵、日本の物理学者、東京大学名誉教授（* 1930年）[2]
- 11月1日 - ハキームッラー・マフスード、パキスタン・ターリバーン運動指導者（* 1979年）[3][4]
- 11月2日 - 小松原三夫、日本のプロゴルファー、ティーチングプロ（* 1920年）[5]
- 11月2日 - 菅原洸人、日本の洋画家（* 1922年）[6]
- 11月2日 - 浪花歌笑、日本の浪曲師（* 1926年）[7]
- 11月2日 - 石月昭二、日本の海運局長、海上保安庁長官（* 1927年）[8]
- 11月2日 - ウォルト・ベラミー、アメリカの元バスケットボール選手（* 1939年）[9]
- 11月2日 - 鈴木詔子、日本の競艇選手（* 1961年）[10]
- 11月3日 - 加藤宗平、日本の実業家、元豊田合成社長（* 1915年）[11]
- 11月3日 - 河野士郎、日本の空将（* 1922年）[12]
- 11月3日 - 岩永三樹男、日本の実業家、元協和エクシオ社長（* 1926年）[13]
- 11月3日 - 大森潤之助、日本の実業家、元富国生命保険副社長（* 1935年）[14]
- 11月3日 - つのはず壱郎、日本の漫画家（* 生年不詳）[15]
- 11月4日 - 根來泰周、日本の弁護士、元検察官、元日本野球機構コミッショナー、僧侶（* 1932年）[16]
- 11月4日 - 鮫島宗和、日本の実業家、元東海汽船社長（* 1940年）[17]
- 11月5日 - 石田敏彦、日本の実業家、元東宝社長（* 1930年）[18]
- 11月5日 - 丸本聡明、日本の翻訳家（* 1933年）[19]
- 11月5日 - 照屋盛徳、日本の運動家、大阪空港騒音問題の第1次調停団団長（* 1934年）[20]
- 11月5日 - 中島衛、日本の政治家、実業家、元衆議院議員、第48代科学技術庁長官（* 1935年）[21]
- 11月5日 - 増本豊、日本の競馬調教師【日本中央競馬会所属】（* 1946年）[22]
- 11月6日 - 田谷鋭、日本の歌人（* 1917年）[23]
- 11月6日 - 青山茂、日本の新聞記者、評論家、奈良学研究者（* 1924年）[24]
- 11月6日 - 茶木静谷、日本の書家、毎日書道展参与会員（* 1928年）[25]
- 11月6日 - 中村和夫、日本の実業家、NHK元専務理事（* 1936年）[26]
- 11月6日 - 濱口楠彦、日本の競馬騎手【岐阜県地方競馬組合所属】（* 1960年）[27]
- 11月7日 - 岡野久二、日本のアメリカ文学者、元同志社女子大学学長（* 1926年）[28]
- 11月7日 - マンフレート・ロンメル、ドイツの政治家、元シュトゥットガルト市長（* 1928年）[29]
- 11月7日 - 浜中浩一、日本のクラリネット奏者（* 1937年）[30]
- 11月8日 - 狩野陽、日本の心理学者、北海道大学名誉教授、札幌学院大学名誉教授（* 1927年）[31]
- 11月8日 - 島倉千代子、日本の演歌歌手（* 1938年）[32]
- 11月9日 - 田中民市、日本の運動家、ハンセン病原告団長（* 1918年）[33]
- 11月9日 - 河野申之、日本の実業家、学校法人睦学園理事長（* 1924年）[34]
- 11月9日 - 岡田統夫、日本の実業家、元川崎重工業副社長、元新来島どっく社長（* 1925年）[35]
- 11月9日 - 三木谷良一、日本の経済学者、神戸大学名誉教授（* 1929年）[36]
- 11月9日 - 里見たかし、日本の俳優、松竹新喜劇俳優（* 1931年）[37]
- 11月9日 - 宮野悦義、日本のドイツ文学者、一橋大学名誉教授（* 1931年）[38]
- 11月10日 - 玉木信夫、日本の政治家、大阪市会議長（* 1925年）[39]
- 11月10日 - 勝沼信彦、日本の医学者、医学博士、徳島文理大学名誉教授（* 1926年）[40]
- 11月10日 - 生田芳規、日本の実業家、フジキカイ社長、日本包装機械工業会会長（* 1948年）[41]
- 11月11日 - 朴東鎮、大韓民国の外交官、同国元外交部長官（* 1922年）[42]
- 11月11日 - 川島太郎、日本の実業家、読売新聞東京本社社友、読売・日本テレビ文化センター出向・部長待遇（* 1937年）[43]
- 11月12日 - 金田保彦、日本の実業家、元天馬会長（* 1924年）[44]
- 11月12日 - 干場一夫、日本のプロ野球選手（* 1924年）[要出典]
- 11月12日 - 南原實、日本のドイツ文学者、東京大学名誉教授（* 1930年）[45]
- 11月12日 - 梅沢節男、日本の元大蔵官僚、元国税庁長官、元公正取引委員会委員長（* 1931年）[46]
- 11月12日 - ジョン・タヴナー、アメリカの作曲家（* 1944年）[47]
- 11月13日 - 池田五郎、日本の実業家、元西日本新聞社取締役（* 1923年）[48]
- 11月13日 - 洲崎芳弘、日本の実業家、元大丸取締役（* 1927年）[49]
- 11月13日 - 相生千恵子、日本の女優、声優（* 1934年）[50]
- 11月14日 - 森田桂、日本の実業家、元武田薬品工業社長（* 1925年）[51]
- 11月15日 - 伊太地山伝兵衛、日本の歌手、ギタリスト（* 1957年）[52]

## 16日 - 30日
- 11月16日 - 齋藤明、日本の鋳金作家、人間国宝（* 1920年）[53]
- 11月16日 - 中西五洲、日本の労働運動家、元全日本自由労働組合委員長（* 1922年）[54]
- 11月16日 - 川田恵子、日本の女性タレント、シンガーソングライター（* 1958年）[55]
- 11月16日 - 坂東三津之助、日本の歌舞伎役者（* 1962年）[56]
- 11月17日 - ドリス・レッシング、イギリスの作家（* 1919年）[57]
- 11月17日 - 山口定、日本の政治学者、立命館大学名誉教授（* 1934年）[58]
- 11月17日 - シド・フィールド、アメリカ合衆国の脚本家、プロデューサー（* 1935年）[59]
- 11月17日 - 吉野泰生、日本の実業家、元住友生命保険会長（* 1939年）[60]
- 11月17日 - 駒崎成峰、日本の書家、毎日書道展審査会員 （* 1948年）[61]
- 11月17日 - 宮原泰嗣、日本の実業家、読売新聞東京本社社友、元読売・日本テレビ文化センター出向・専任部長（* 1948年）[62]
- 11月18日 - 小関一、日本の声優、俳優（* 1932年）[63]
- 11月18日 - トーマス・ハワード（英語版）、アメリカ合衆国のアメリカンフットボール選手（* 1983年）[64]
- 11月19日 - シャーロット・ゾロトウ、アメリカの児童文学作家（* 1915年）[65]
- 11月19日 - 田村真二、日本の実業家、元竹中工務店副社長（* 1923年）[66]
- 11月19日 - 甘糟章、日本の雑誌編集者、元マガジンハウス副社長（* 1929年）[67]
- 11月19日 - 越山安久、日本の東京高裁部総括判事、静岡家裁所長（* 1930年）[68]
- 11月19日 - フレデリック・サンガー、イギリスの生化学者（* 1932年）[69]
- 11月19日 - 岡光雄、日本の囲碁棋士（* 1932年）[70]
- 11月19日 - ダイアン・ディズニー・ミラー、ウォルト・ディズニー・ファミリー博物館館長（* 1933年）[71]
- 11月19日 - 辻邦彦、日本の実業家、サンリオ副社長（* 1952年）[72]
- 11月20日 - 神楽坂浮子、日本の芸者歌手（* 1938年）[73]
- 11月20日 - ジョゼフ・フランクリン、アメリカのシリアルキラー（* 1950年）[74]
- 11月21日 - 野村茂、日本の実業家、元ミネベア副社長（* 1925年）[75]
- 11月21日 - マッドドッグ・バション、カナダの元プロレスラー（* 1929年）[76]
- 11月21日 - 井村淳、日本の人形劇俳優（* 1932年）[77]
- 11月21日 - 小畑精和、日本のフランス文学者、明治大学政治経済学部教授（* 1952年）[78]
- 11月21日 - マイケル・ウェイナー（英語版）、アメリカ合衆国のメジャーリーグベースボール選手会専務理事（* 1961年）[79]
- 11月22日 - 巌和峯、日本のドイツ文学者、滋賀大学名誉教授（* 1932年）[80]
- 11月22日 - 板倉安正、日本の工学者（電子計測学）、滋賀大学名誉教授 （* 1940年）[81]
- 11月23日 - 安田和人、日本の栄養学者、帝京大学名誉教授（* 1929年）[82]
- 11月23日 - 森脇和郎、日本の遺伝学者、元国立遺伝学研究所副所長（* 1930年）[83]
- 11月23日 - 島敏幸、日本の実業家、元大和小田急建設取締役（* 1948年）[84]
- 11月23日 - 井上晃一、日本のディレクター、映画監督（* 1967年）[85]
- 11月24日 - 加藤清一、日本の実業家、元三重銀行取締役（* 1922年）[86]
- 11月24日 - 井草準一、日本の数学者（* 1924年）[87]
- 11月24日 - 田口清、日本の政治家、元京都府久御山町長（* 1926年）[88]
- 11月24日 - 田代和、日本の鉄道実業家、第12代近畿日本鉄道社長、元大阪近鉄バファローズ球団オーナー（* 1927年）[89][90]
- 11月25日 - チコ・ハミルトン、アメリカ合衆国のジャズドラマー（* 1921年）[91]
- 11月25日 - 古賀直文、日本の実業家、元第一製薬副社長（* 1925年）[92]
- 11月25日 - 堤清二（辻井喬）、日本の実業家、小説家、詩人、セゾングループ代表（* 1927年）[93]
- 11月25日 - 来宮良子、日本の声優、ナレーター（* 1931年）[94]
- 11月25日 - ビル・フォルケス、イギリスのサッカー選手、サッカー指導者（* 1932年）[95]
- 11月25日 - 上原寿、日本の実業家、元極洋取締役（* 1933年）[96]
- 11月25日 - 津島利章、日本の作曲家（* 1936年）[97]
- 11月26日 - 高柳二葉、日本の声楽家（* 1915年）[98]
- 11月26日 - 榊原喜佐子、日本の文筆家、徳川慶久の三女、榊原政春の妻（* 1921年）[99]
- 11月26日 - 桝重正、日本の元プロ野球選手（* 1931年）[100]
- 11月26日 - 森下賢一、日本のライター、翻訳家（* 1931年）[101]
- 11月26日 - トニー・ムサンテ、アメリカ合衆国の俳優（* 1936年）[102]
- 11月26日 - 平井宜雄、日本の法学者（* 1937年）[103][104]
- 11月26日 - 金田万寿人、日本の実業家、元トーハン社長（* 1941年）[105]
- 11月26日 - 宍戸道夫、日本の実業家、元ハザマ副社長（* 1945年）[106]
- 11月27日 - 曻地三郎、日本の教育者、教育学者、しいのみ学園創設者（* 1906年）[107]
- 11月27日 - 海江田鶴造、日本の政治家、警察官僚、元参議院議員【自由民主党所属】（* 1923年）[108]
- 11月27日 - 布川了、日本の運動家、実業家、 足尾鉱毒事件田中正造記念館名誉館長 （* 1925年）[109]
- 11月27日 - ニウトン・サントス、ブラジルの同国代表サッカー選手（* 1925年）[110][111]
- 11月27日 - 三重野栄子、日本の政治家、元参議院議員、元福岡県筑紫野市議会議員（* 1926年）[112][113]
- 11月27日 - 難波靖治、日本のラリードライバー、実業家、ニッサン・モータースポーツ・インターナショナル初代社長（* 1929年）[114]
- 11月27日 - 高田昌平、日本の実業家、元モロゾフ副社長（* 1938年）[115]
- 11月27日 - 矢部幸一、日本の実業家、馬主（* 1938年）[116]
- 11月29日 - 上野晃、日本の音楽評論家（* 1927年）[117]
- 11月29日 - ナタリア・ゴルバネフスカヤ（英語版）、ロシアの詩人（* 1936年）[118]
- 11月29日 - 飯田一男、日本の実業家、飯田グループホールディングス会長（* 1938年）[119]
- 11月29日 - 千田進、日本の元サッカー選手（日本代表）、指導者、元Jリーグマッチコミッショナー・規律委員会委員長（* 1938年?）[120]
- 11月30日 - 矢野俊比古、日本の政治家、通産官僚、元自民党参議院議員、元通商産業事務次官（* 1938年）[121]
- 11月30日 - ユーリー・ヤコヴレフ（英語版）、ロシアの俳優（* 1928年）[122]
- 11月30日 - ポール・ウォーカー、アメリカ合衆国の俳優（* 1973年）[123]